# Ptychoglossus plicatus
Ptychoglossus plicatus är en ödleart som beskrevs av  Taylor 1949. Ptychoglossus plicatus ingår i släktet Ptychoglossus och familjen Gymnophthalmidae. Inga underarter finns listade i Catalogue of Life.